# Easy - Un viaggio facile facile
Pour plus de détails, voir Fiche technique et Distribution.
Easy - Un viaggio facile facile (Easy) est un film italo-ukrainien réalisé par Andrea Magnani sorti en 2017.

## Synopsis
Isidoro, surnommé « Easy » qui a 35 ans est un homme déprimé et en surpoids. Cet excès de poids a mis un terme à sa carrière de pilote chevronné de karting.
Désormais sans projet, il est hébergé par sa mère et passe son temps désœuvré devant la télévision en ingurgitant ce qui lui passe sous la main.
Son frère inquiet lui procure un travail afin de le sortir de son apathie et de lui faire reprendre goût à la conduite. Ce petit boulot consiste à transporter un cercueil depuis l'Italie jusqu'à un petit village d'Ukraine. Isidoro accepte, se met en route mais le trajet est semé d’embûches, surtout lorsqu'on transporte un cercueil en terre inconnue.

## Fiche technique
- Titre : Easy - Un viaggio facile facile
- Réalisation : Andrea Magnani
- Scénario : Andrea Magnani
- Photographie : Dmitriy Nedria
- Montage : Luigi Mearelli
- Costumes : Marianna Sciveres,  Aliona Zavydivska
- Décors : Vladimir Olkhov, Tiziana De Mario
- Musique : Luca Ciut
- Producteur : Chiara Barbo, Gianpaolo Smiraglia, Massimo Di Rocco, Julia Cherniavska, Oleg Shcherbyna
- Maison de production : Fresh Production UA, Bartleby Film, Pilgrim Film, Ukrainian State Agency, Fondo Audiovisivo FVG, MiBACT
- Distribution : (Italie) Tucker Film
- Pays d’origine :  Italie,  Ukraine
- Genre : comédie
- Format : couleur
- Durée : 91 minutes
- Dates de sortie :
  - Italie : 31 août 2017
  - France : 25 mars 2018

## Distribution
- Nicola Nocella : Easy
- Libero De Rienzo : Filo
- Barbara Bouchet : Delia
- Lorenzo Acquaviva : propriétaire des pompes funèbres
- Ostap Stupka : Bogdan
- Veronika Shostak : Julia
- Katheryna Kosensko : Selina
- Orest Syrvatka : homme âgé
- Volodymir Kuchma : caissier
- Orest Garda : policier

## Distinctions
- Locarno Festival (2017)[2],[3]
  - Meilleur acteur à Nicola Nocella
- Festival du cinéma italien d' Annecy (2017)[4]
  - Grand Prix du Jury
- « Meilleur film » Festival du Cinéma Città di Spello
- 2018 : Nicola Nocella « Meilleur acteur » au Monte-Carlo Film Festival